# Wieża widokowa na Magurkach
Wieża widokowa na Magurkach – turystyczna wieża widokowa na szczycie Magurek (1108 m) w Gorcach.

## Opis

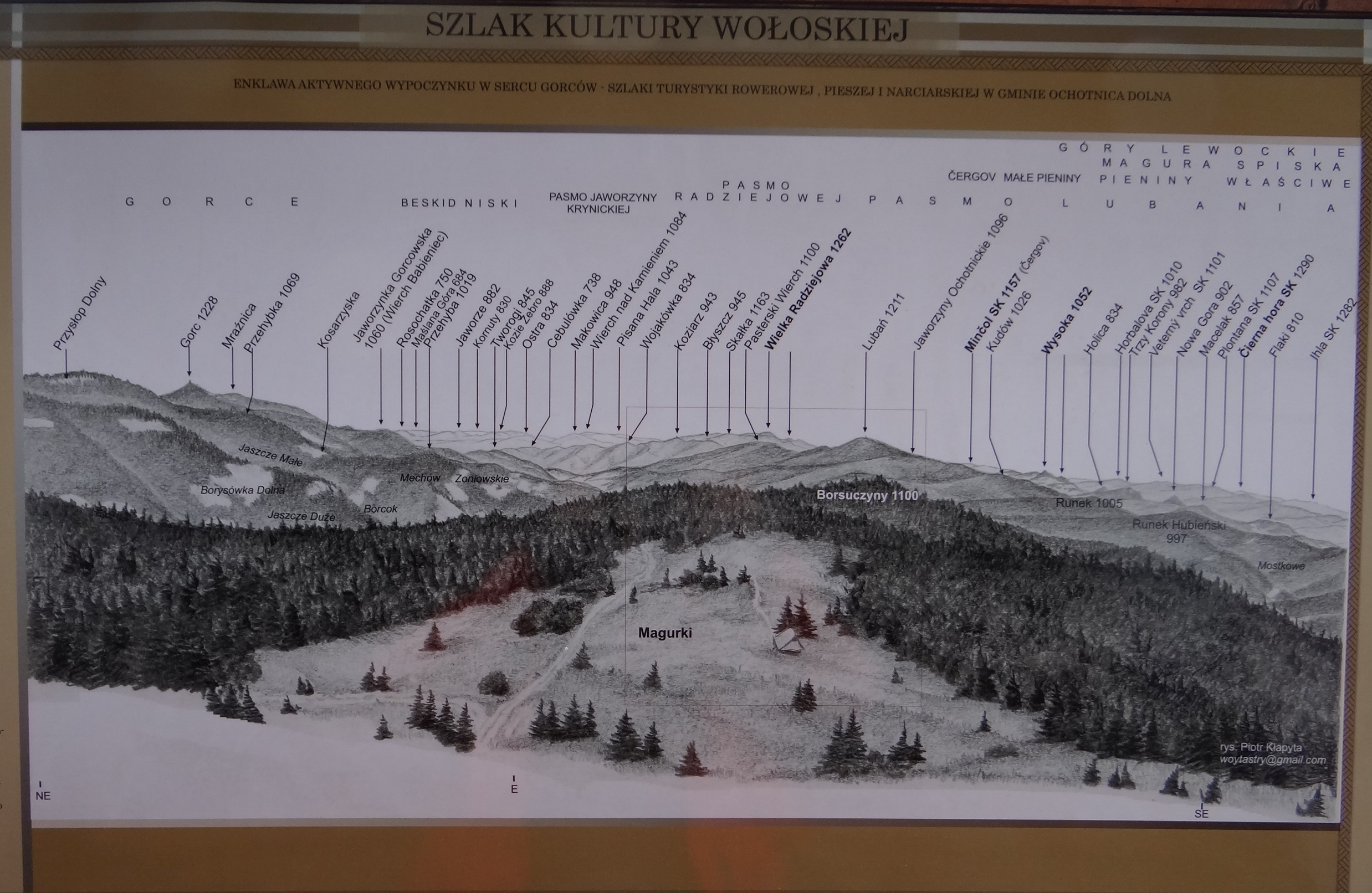
Jedna z tablic na tarasie widokowym wieży

W latach 2014–2015 w ramach programu „Enklawa aktywnego wypoczynku w sercu Gorców – szlaki turystyki rowerowej, pieszej i narciarskiej w Gminie Ochotnica Dolna” gmina Ochotnica Dolna w rejonie Magurek wykonała i oznakowała nową ścieżkę dydaktyczną, a na Magurkach wybudowano nową wieżę widokową. Ma drewnianą konstrukcję osadzoną na betonowym fundamencie. Dzięki całkowicie obudowanym schodom i tarasowi widokowemu mogą na nią wejść również osoby z lękiem wysokości. Początkowo planowano obudowanie narożników wieży drewnem, co zapewniałoby ochronę przed wiatrem i stylistycznie upodabniało ją do drewnianych kościołów gotyckich. Ostatecznie zrezygnowano z tego rozwiązania.
Na tarasie widokowym mieści się około 30 osób. Zabezpieczony jest drewnianą obudową, na wewnętrznych ścianach której umieszczono opisane panoramy widokowe. W obudowie tarasu widokowego wykonano podłużne szczeliny, aby widoki z wieży mogły oglądać również dzieci. Obudowany i zadaszony taras widokowy w razie potrzeby może posłużyć turystom również jako schronienie przed niesprzyjającymi warunkami atmosferycznymi (np. deszczem). Ponadto na dachu wieży zamontowano kamery internetowe, dzięki czemu można na bieżąco śledzić panoramę widokową z wieży.
Wieża widokowa znajduje się na obszarze miejscowości Ochotnica Górna w województwie małopolskim, w powiecie nowotarskim, w gminie Ochotnica Dolna. Pozostałe trzy wieże wybudowane przez gminę Ochotnica to: wieża widokowa na Lubaniu, wieża widokowa na Gorcu i wieża widokowa na Koziarzu. W Gorcach znajduje się jeszcze jedna wieża widokowa, na rabczańskiej Polczakówce.

## Szlaki turystyki pieszej
Wschodnimi stokami Borsuczyzn prowadzi ścieżka edukacyjna tworząca zamkniętą pętlę (start i koniec w tym samym miejscu):
 „Dolina Potoku Jaszcze”: Jaszcze Duże (parking) – Jaszcze Małe – Łonna – Pańska Przehybka – Tomaśkula – wieża widokowa na Magurkach – Kurnytowa Polana – Jaszcze Duże. Czas przejścia ok. 3 godz.